# 와타나베 미사코
와타나베 미사코(일본어: 渡辺 美佐子, 1932년 10월 23일 ~ )는 일본의 배우이다.

## 출연 작품
- 비블리아 고서당 사건 수첩 (2018년)